# Украсена итания
Ceratophrys ornata е вид жаба от семейство Ceratophryidae. Видът е почти застрашен от изчезване.

## Разпространение
Разпространен е в Аржентина, Бразилия и Уругвай.

## Описание
Продължителността им на живот е около 14,7 години. Популацията на вида е намаляваща.